# Talassaari (ö i Lappland, Östra Lappland, lat 66,24, long 28,24)
Talassaari är en ö i Finland. Den ligger i sjön Soudunjärvi och i kommunen Posio i den ekonomiska regionen  Östra Lapplands ekonomiska region  och landskapet Lappland, i den norra delen av landet, 700 km norr om huvudstaden Helsingfors. Öns area är 0,7 hektar och dess största längd är 180 meter i sydväst-nordöstlig riktning.